# NBA最優秀選手賞

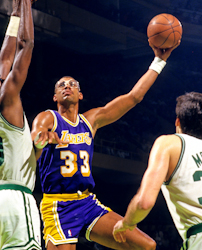
カリーム・アブドゥル＝ジャバーは, 史上最多の6度の受賞を誇る

NBA最優秀選手賞 (NBA Most Valuable Player Award) は、NBAでレギュラーシーズンに最も活躍した選手 (MVP) に授与される賞。レギュラーシーズン終了直後にジャーナリストら（アメリカ合衆国とカナダのスポーツ記者などの関係者）およびファン投票枠による投票によって選出される。プレイオフ以後の最優秀選手には、「NBAファイナル最優秀選手賞」が設けられている。受賞者にはマイケル・ジョーダン・トロフィーが授与される。
初選出は1955-56シーズンのボブ・ペティット。最多選出は6回の受賞を果たしたカリーム・アブドゥル＝ジャバーで、神様と謳われるマイケル・ジョーダンは、ビル・ラッセルと並んで第2位の5回 。連続受賞はビル・ラッセル、ウィルト・チェンバレン、ラリー・バードの3名が記録した3年連続。史上最年少受賞者は2010-11シーズンのデリック・ローズ。
2000-01シーズン以前の受賞者は全て「バスケットボール殿堂」入りを果たしている。また、規定にはないが、いずれもシーズン50勝以上を記録したチームから選出されており、1つの目安になっている。また、レギュラーシーズンの最多勝利チーム、もしくは最高勝率チームから選出されるという規定も存在しないが、1987-88シーズンのマイケル・ジョーダン以降の受賞者はすべて最低でも地区優勝以上のチーム成績を収めたチームの在籍者である。
2015-16シーズン受賞者のステフィン・カリーが131票全てで1位票を獲得するという、史上初全会一致で選出された。過去の最高投票率は1999-2000シーズンのシャキール・オニールと2012-13シーズンのレブロン・ジェームズが1票だけ逃した120票（当時は全121票）の99.8%だった。また2014-15シーズンまでは匿名投票だったが2015-16シーズンより廃止となった。
2020-21シーズンおよび2021-22シーズン受賞者のニコラ・ヨキッチは現在、ドラフト2巡目指名選手では唯一の受賞者である。

## 歴代受賞者

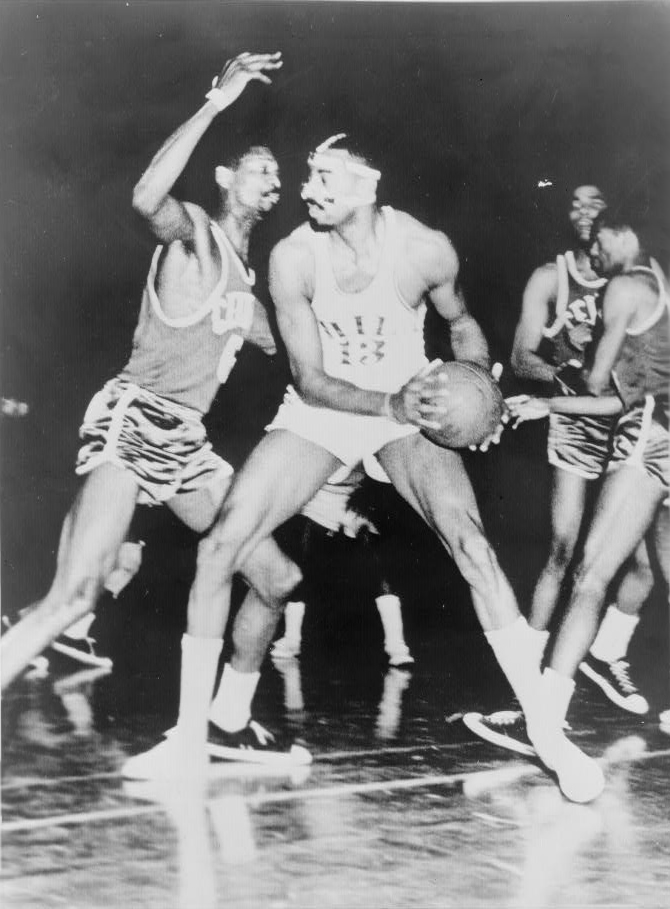
ビル・ラッセル (左) は5度, ウィルト・チェンバレン (中心) は4度受賞

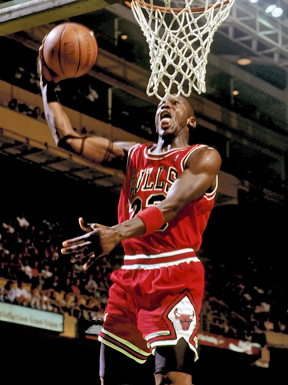
マイケル・ジョーダン (5度受賞)

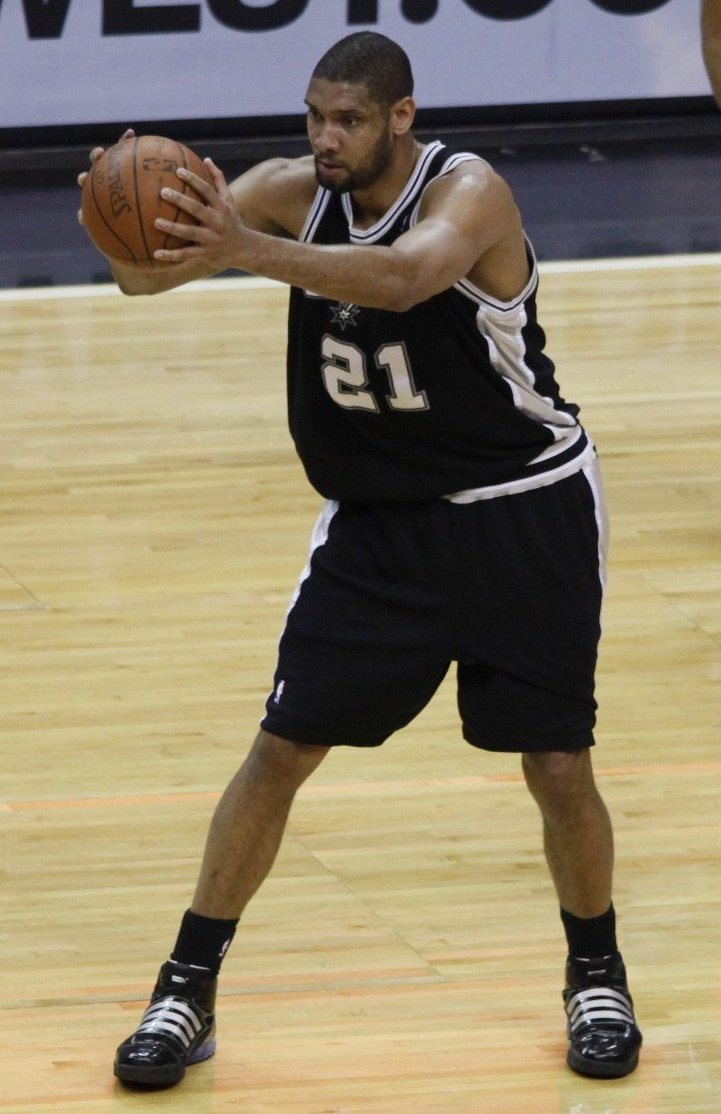
ティム・ダンカン (2度受賞)

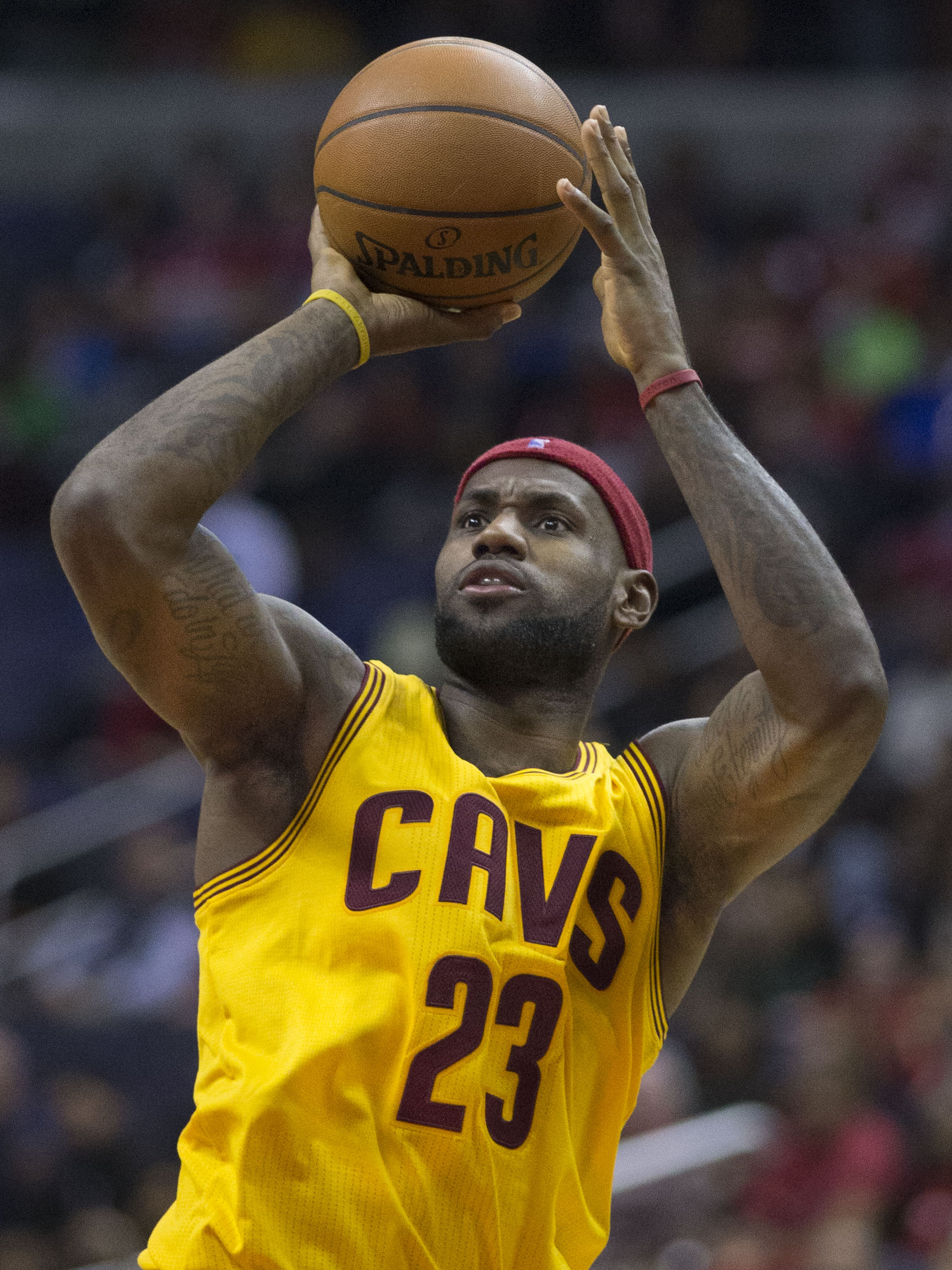
レブロン・ジェームズ (4度受賞)

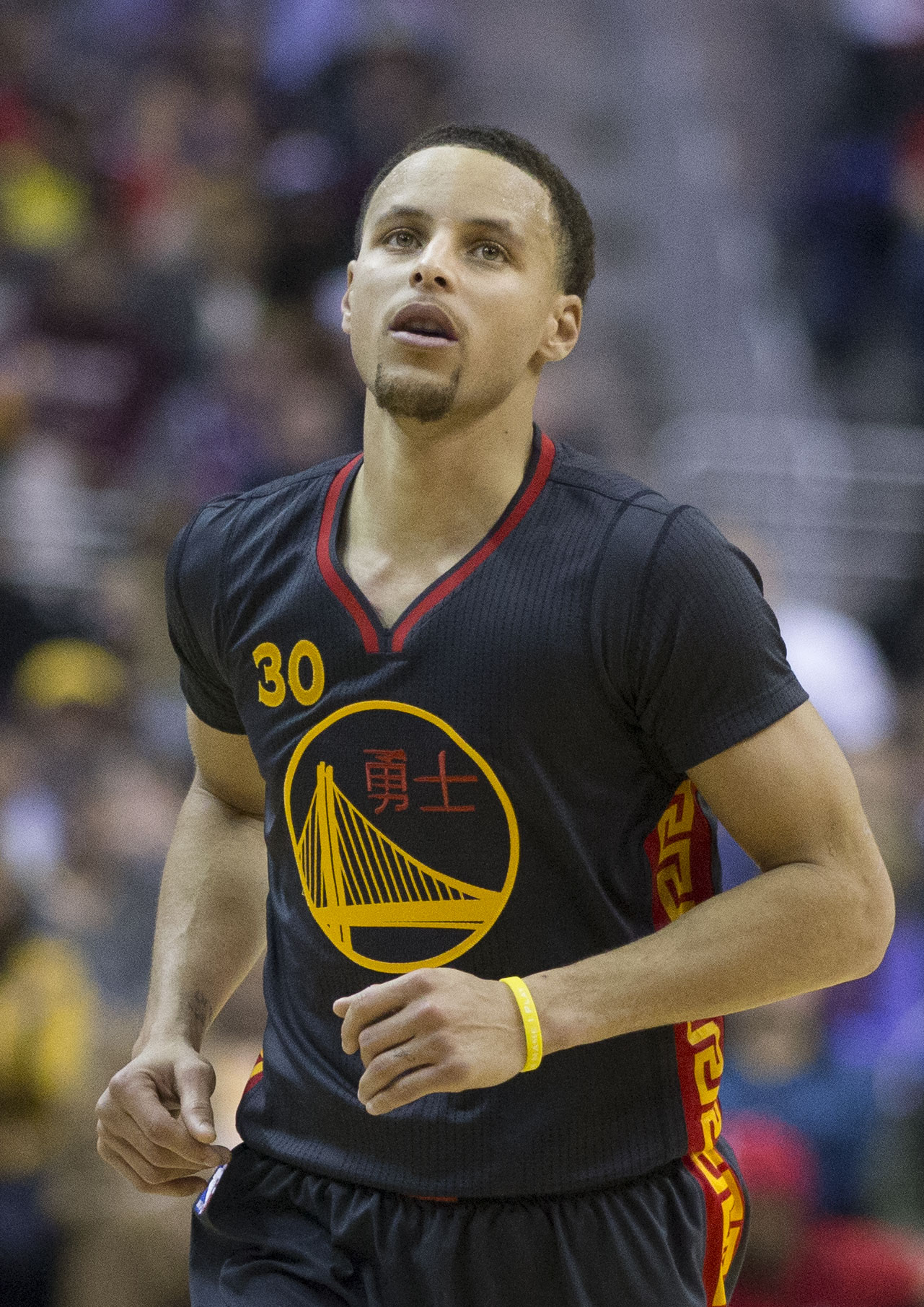
ステフィン・カリー (2度受賞)

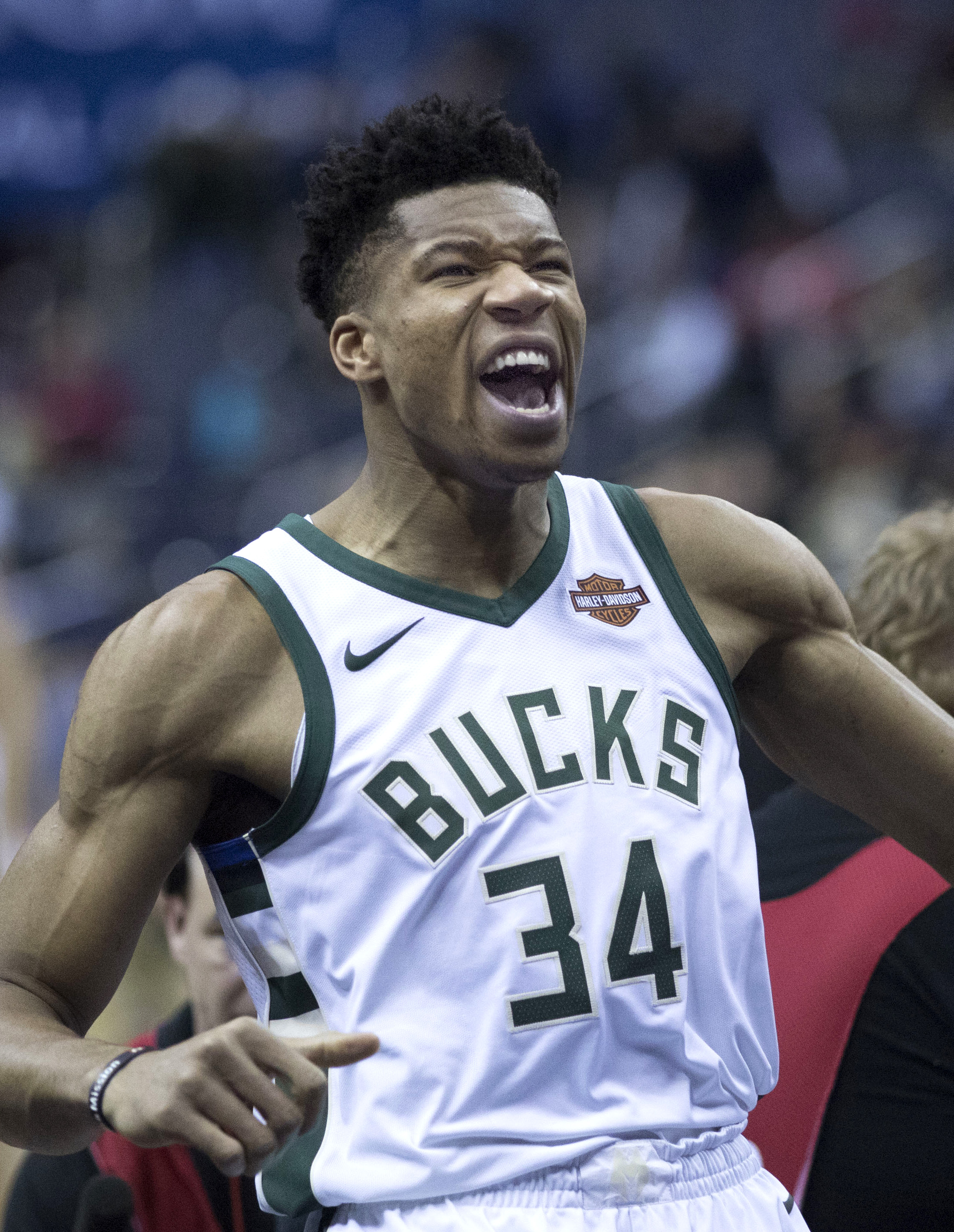
ヤニス・アデトクンボ (2度受賞)

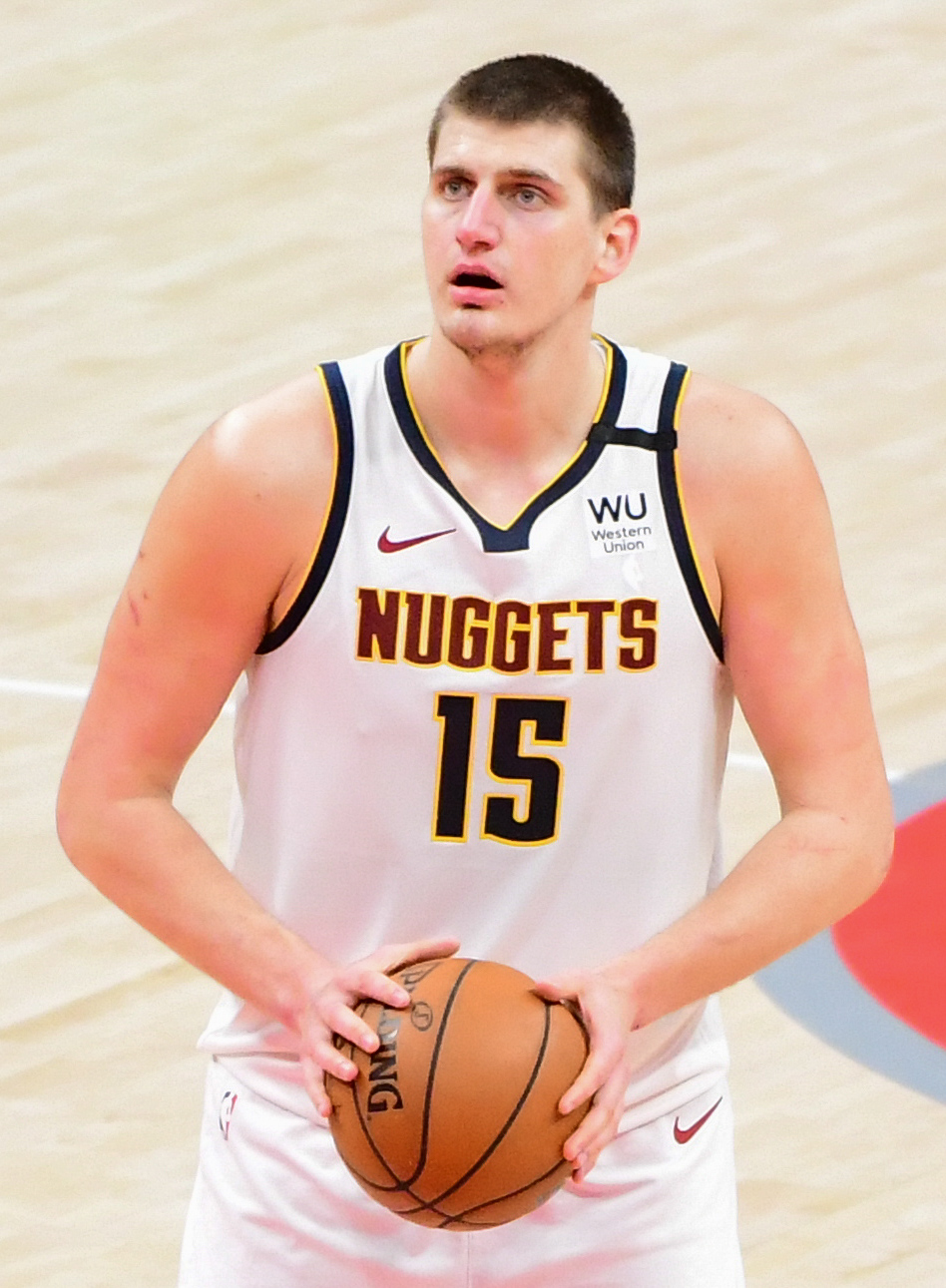
ニコラ・ヨキッチ (3度受賞)

| * | 殿堂入り        |
| ^ | 現役選手        |
| † | NBAチャンピオン |

| Season   | Player                              | Pos. | Team                               |
| -------- | ----------------------------------- | ---- | ---------------------------------- |
| 1955-56  | ボブ・ペティット*                   | C    | セントルイス・ホークス             |
| 1956-57† | ボブ・クージー*                     | PG   | ボストン・セルティックス           |
| 1957-58  | ビル・ラッセル*                     | C    | ボストン・セルティックス           |
| 1958-59  | ボブ・ペティット* (2)               | PF   | セントルイス・ホークス             |
| 1959-60  | ウィルト・チェンバレン*             | C    | フィラデルフィア・ウォリアーズ     |
| 1960-61† | ビル・ラッセル* (2)                 | C    | ボストン・セルティックス           |
| 1961-62† | ビル・ラッセル* (3)                 | C    | ボストン・セルティックス           |
| 1962-63† | ビル・ラッセル* (4)                 | C    | ボストン・セルティックス           |
| 1963-64  | オスカー・ロバートソン*             | PG   | シンシナティ・ロイヤルズ           |
| 1964-65† | ビル・ラッセル* (5)                 | C    | ボストン・セルティックス           |
| 1965-66  | ウィルト・チェンバレン* (2)         | C    | フィラデルフィア・76ers            |
| 1966-67† | ウィルト・チェンバレン* (3)         | C    | フィラデルフィア・76ers            |
| 1967-68  | ウィルト・チェンバレン* (4)         | C    | フィラデルフィア・76ers            |
| 1968-69  | ウェス・アンセルド*                 | C    | ボルティモア・ブレッツ             |
| 1969-70† | ウィリス・リード*                   | C    | ニューヨーク・ニックス             |
| 1970-71† | ルー・アルシンダー*                 | C    | ミルウォーキー・バックス           |
| 1971-72  | カリーム・アブドゥル＝ジャバー* (2) | C    | ミルウォーキー・バックス           |
| 1972-73  | デイブ・コーウェンス*               | C    | ボストン・セルティックス           |
| 1973-74  | カリーム・アブドゥル＝ジャバー* (3) | C    | ミルウォーキー・バックス           |
| 1974-75  | ボブ・マカドゥー*                   | C    | バッファロー・ブレーブス           |
| 1975-76  | カリーム・アブドゥル＝ジャバー* (4) | C    | ロサンゼルス・レイカーズ           |
| 1976-77  | カリーム・アブドゥル＝ジャバー* (5) | C    | ロサンゼルス・レイカーズ           |
| 1977-78  | ビル・ウォルトン*                   | C    | ポートランド・トレイルブレイザーズ |
| 1978-79  | モーゼス・マローン*                 | C    | ヒューストン・ロケッツ             |
| 1979-80† | カリーム・アブドゥル＝ジャバー* (6) | C    | ロサンゼルス・レイカーズ           |
| 1980-81  | ジュリアス・アービング*             | SF   | フィラデルフィア・76ers            |
| 1981-82  | モーゼス・マローン* (2)             | C    | ヒューストン・ロケッツ             |
| 1982-83† | モーゼス・マローン* (3)             | C    | フィラデルフィア・76ers            |
| 1983-84† | ラリー・バード*                     | PF   | ボストン・セルティックス           |
| 1984-85  | ラリー・バード* (2)                 | SF   | ボストン・セルティックス           |
| 1985-86† | ラリー・バード* (3)                 | SF   | ボストン・セルティックス           |
| 1986-87† | マジック・ジョンソン*               | PG   | ロサンゼルス・レイカーズ           |
| 1987-88  | マイケル・ジョーダン*               | SG   | シカゴ・ブルズ                     |
| 1988-89  | マジック・ジョンソン* (2)           | PG   | ロサンゼルス・レイカーズ           |
| 1989-90  | マジック・ジョンソン* (3)           | PG   | ロサンゼルス・レイカーズ           |
| 1990-91† | マイケル・ジョーダン* (2)           | SG   | シカゴ・ブルズ                     |
| 1991-92† | マイケル・ジョーダン* (3)           | SG   | シカゴ・ブルズ                     |
| 1992-93  | チャールズ・バークレー*             | PF   | フェニックス・サンズ               |
| 1993-94† | アキーム・オラジュワン*             | C    | ヒューストン・ロケッツ             |
| 1994-95  | デビッド・ロビンソン*               | C    | サンアントニオ・スパーズ           |
| 1995-96† | マイケル・ジョーダン* (4)           | SG   | シカゴ・ブルズ                     |
| 1996-97  | カール・マローン*                   | PF   | ユタ・ジャズ                       |
| 1997-98† | マイケル・ジョーダン* (5)           | SG   | シカゴ・ブルズ                     |
| 1998-99  | カール・マローン* (2)               | PF   | ユタ・ジャズ                       |
| 1999-00† | シャキール・オニール*               | C    | ロサンゼルス・レイカーズ           |
| 2000-01  | アレン・アイバーソン*               | SG   | フィラデルフィア・76ers            |
| 2001-02  | ティム・ダンカン*                   | PF   | サンアントニオ・スパーズ           |
| 2002-03† | ティム・ダンカン* (2)               | PF   | サンアントニオ・スパーズ           |
| 2003-04  | ケビン・ガーネット*                 | PF   | ミネソタ・ティンバーウルブズ       |
| 2004-05  | スティーブ・ナッシュ*               | PG   | フェニックス・サンズ               |
| 2005-06  | スティーブ・ナッシュ* (2)           | PG   | フェニックス・サンズ               |
| 2006-07  | ダーク・ノヴィツキー*               | PF   | ダラス・マーベリックス             |
| 2007-08  | コービー・ブライアント*             | SG   | ロサンゼルス・レイカーズ           |
| 2008-09  | レブロン・ジェームズ^               | SF   | クリーブランド・キャバリアーズ     |
| 2009-10  | レブロン・ジェームズ^ (2)           | SF   | クリーブランド・キャバリアーズ     |
| 2010-11  | デリック・ローズ^                   | PG   | シカゴ・ブルズ                     |
| 2011-12† | レブロン・ジェームズ^ (3)           | SF   | マイアミ・ヒート                   |
| 2012-13† | レブロン・ジェームズ^ (4)           | PF   | マイアミ・ヒート                   |
| 2013-14  | ケビン・デュラント^                 | SF   | オクラホマシティ・サンダー         |
| 2014-15† | ステフィン・カリー^                 | PG   | ゴールデンステート・ウォリアーズ   |
| 2015-16  | ステフィン・カリー^ (2)             | PG   | ゴールデンステート・ウォリアーズ   |
| 2016-17  | ラッセル・ウェストブルック^         | PG   | オクラホマシティ・サンダー         |
| 2017-18  | ジェームズ・ハーデン^               | SG   | ヒューストン・ロケッツ             |
| 2018-19  | ヤニス・アデトクンボ^               | PF   | ミルウォーキー・バックス           |
| 2019-20  | ヤニス・アデトクンボ^ (2)           | PF   | ミルウォーキー・バックス           |
| 2020-21  | ニコラ・ヨキッチ^                   | C    | デンバー・ナゲッツ                 |
| 2021-22  | ニコラ・ヨキッチ^ (2)               | C    | デンバー・ナゲッツ                 |
| 2022-23  | ジョエル・エンビード^               | C    | フィラデルフィア・76ers            |
| 2023-24  | ニコラ・ヨキッチ^ (3)               | C    | デンバー・ナゲッツ                 |
| 2024-25  | シェイ・ギルジャス＝アレクサンダー^ | SG   | オクラホマシティ・サンダー         |

## 最多受賞者
| #  | Player                          | Times | Years                              |
| -- | ------------------------------- | ----- | ---------------------------------- |
| 1  | カリーム・アブドゥル＝ジャバー* | 6     | 1971, 1972, 1974, 1976, 1977, 1980 |
| 2  | ビル・ラッセル*                 | 5     | 1958, 1961-1963, 1965              |
| 2  | マイケル・ジョーダン*           | 5     | 1988, 1991, 1992, 1996, 1998       |
| 4  | ウィルト・チェンバレン*         | 4     | 1960, 1966-1968                    |
| 4  | レブロン・ジェームズ^           | 4     | 2009, 2010, 2012, 2013             |
| 6  | モーゼス・マローン*             | 3     | 1979, 1982, 1983                   |
| 6  | ラリー・バード*                 | 3     | 1984-1986                          |
| 6  | マジック・ジョンソン*           | 3     | 1987, 1989, 1990                   |
| 6  | ニコラ・ヨキッチ^               | 3     | 2021, 2022, 2024                   |
| 10 | ボブ・ペティット*               | 2     | 1956, 1959                         |
| 10 | カール・マローン*               | 2     | 1997, 1999                         |
| 10 | ティム・ダンカン*               | 2     | 2002, 2003                         |
| 10 | スティーブ・ナッシュ*           | 2     | 2005, 2006                         |
| 10 | ステフィン・カリー^             | 2     | 2015, 2016                         |
| 10 | ヤニス・アデトクンボ^           | 2     | 2019, 2020                         |